# Барзилович Микола Павлович
Микола Павлович Барзилович (22 березня 1912, м. Конотоп — 9 травня 1976, м. Москва) — артист цирку (жонглер), режисер, заслужений діяч мистецтв Литовської РСР (1965), народний артист Башкирської АРСР (1974). Нагороджений орденом «Знак пошани» (1939).

## Життєпис
Микола Барзилович народився 22 березня 1912 р. в місті Конотоп (нині Сумська обл.) в сім'ї вчителя.
Закінчив естрадно-циркове відділення Ленінградського технікуму сценічних мистецтв (1933) та режисерський факультет Державного інституту театрального мистецтва (1947). Працював жонглером в цирку та на естраді.
1947—1950 рр. — директор та художній керівник Державного училища циркового мистецтва (нині — Державне училище циркового та естрадного мистецтва імені М. М. Рум'янцева).
У 1951—1961 рр. працював директором Московської державної естради. За участю Миколи Барзиловича були створені великі естрадні програми, відкритий Московський театр естради, циркове училище реорганізовано в естрадно-циркове.
З 1961 року М. Барзилович повернувся до циркової системи, як режисер поставив програму «Цирку-вар'єте», створив та очолив литовський колектив «Цирк Вільнюс» (1961—1965), був удостоєний звання «Заслужений діяч мистецтв Литовської РСР» (1965).
Від 1965 року працював режисером Всесоюзного об'єднання державних цирків (Союздержцирк), з 1969 — художній керівник Центральної студії циркового мистецтва, яку 1973 року була перетворено у Всесоюзну дирекцію з підготовки нових циркових програм, атракціонів та номерів. Брав участь у створенні нових циркових колективів: другого «Цирку на льоду» (1971), «Цирку-ревю» (1976); за створення «Башкирского цирку» (1973) був удостоєний звання «Народний артист Башкирської АРСР» (1974).
Помер у Москві 9 травня 1976 року.